# Эйгес, Надежда Романовна
Надежда Романовна Эйгес (20 апреля [2 мая] 1883, Кромы, Орловская губерния, Российская империя — 9 января 1975, Москва, СССР) — русский и советский педагог и педолог, основатель первых яслей в СССР.

## Биография
Дочь переводчицы Софии Иосифовны Эйгес (в девичестве Шифра Моисеевна Эльцин, 1846—1910) и врача, драматурга, действительного статского советника Рувима Манасиевича (Мнашевича) Эйгеса (1840—1926). По образованию биолог. Жила в Смоленске, где вышла замуж за Вячеслава Брянцева. Преподавала в гимназии, среди её учеников — поэт Павел Антокольский.
Старший научный сотрудник Института санитарного просвещения в Москве. Автор множества работ по дошкольной педагогике, многократно переиздававшихся популярных книг по воспитанию детей дошкольного возраста.
Похоронена на Введенском кладбище (21 уч.).

## Семья
- Дочь — Ольга Вячеславовна Эйгес (1910—1996), художница, жена художника И. А. Полякова (1909—1942).
- Муж — Григорий Ильич Гуревич (1883—1952), редактор, был репрессирован и умер в лагере. Его сестра Евгения Ильинична Гуревич-Эйгес (1880—1964), преподаватель Музыкального техникума имени Гнесиных, была замужем за Александром Эйгесом.
  - Дочь — Людмила Григорьевна Чудова (1924—2003), выпускница романо-германского отделения филологического факультета МГУ, музыкальный редактор в издательствах «Музыка» (1958—1967) и «Советская энциклопедия» (1967—1983), переводчик[7], составитель книги «Эхо: предания, сказания, легенды, сказки» (М.: Детская литература, 1973); первым браком замужем за метрологом Владимиром Алексеевичем Чудовым (1924—?)[8], вторым — за музыковедом Виктором Юльевичем Дельсоном (1907—1970).
    - Внук — Сергей Владимирович Чудов (род. 1947), редактор журнала «Природа», учёный в области популяционной генетики (его дочь — математик Софья Чудова, род. 1981).
- Сёстры — Екатерина Романовна Эйгес (1890—1958), поэтесса и библиотечный работник, была замужем за математиком П. С. Александровым[9]; Анна Романовна Эйгес (1873/1874—1966), переводчица (известен её перевод «Страданий молодого Вертера» Гёте, 1893, 1937).
- Братья — профессор Владимир Эйгес (1876—1949), философ и математик; Константин Эйгес, композитор; Иосиф Эйгес (1887—1953), музыковед и музыкальный педагог; Александр Эйгес (1880—1944), математик; Вениамин Эйгес (1888—1956), художник; Евгений Эйгес (1878—1957), врач.
- Тётя — Мария Осиповна Эльцина-Зак (в девичестве Эльцин, 1860—?), переводчица, мемуаристка, врач.

## Книги
- А. Г. Малютина, М. П. Теряева, Н. Р. Эйгес. Смена: пособие по грамоте. Осенне-зимний триместр. М.—Л.: Государственное издательство, 1926 и 1929.
- Н. Р. Эйгес, Е. В. Шейнина. Первое слово. Дидактический материал для букварного периода. М.: Госиздат, 1928.
- Н. Р. Эйгес, Е. В. Шейнина. Методическая записка к пособию по грамоте «Первое слово». М.: Госиздат, 1929.
- Н. Р. Эйгес. Организация режимных моментов. Цикл «Педология и педагогика преддошкольного возраста». М.: Государственное медицинское издательство, 1930.
- Гигиена и воспитание детей раннего возраста: Краткое руководство для родителей / Сост. бригадой: врачи: Н. Ф. Альтгаузен, А. Г. Златковская, Е. И. Сафонова, Н. Р. Эйгес, сестра-инструктор Е. Э. Цоппи. Государственный научно-исследовательский институт охраны материнства и младенчества Наркомздрава РСФСР. М.—Л.: Биомедгиз, 1934; 2-е изд., испр. и доп. там же, 1936.
- Р. Н. Берковиц, Н. Р. Эйгес, А. М. Немировский. Сюжетный лист с пояснительным текстом к серии диапозитивов «Солнце, воздух и вода — залог здоровья нашей смены». М.: Диафото, 1935.
- Р. Н. Берковиц, Н. Р. Эйгес, А. М. Немировский. Уход за ребёнком раннего возраста: Серия диапозитивов. М.: Фабрика «Диафото», Главучтехпром, 1936.
- Н. Р. Эйгес. Как надо воспитывать маленьких детей. М.: Музей-выставка охраны материнства и младенчества Московского областного отдела здравоохранения, 1940.
- Н. Р. Эйгес. Воспитание ребёнка раннего возраста. Причины детской нервности (Е. А. Блей). М.: Центральный институт санитарного просвещения Наркомздрава СССР, Московская областная станция санитарного просвещения, 1943, 1949, 1950 и 1951.
- Н. Р. Эйгес. Памятка по патронажной работе для сестёр детских консультаций и яслей. Чебоксары: Чувашгосиздат, 1944.
- Н. Р. Эйгес. Воспитание ребёнка до 4 лет. М.: Наркомздрав СССР, Институт санитарного просвещения, 1945; М.: Институт санитарного просвещения, Детгиз, 1947; Молотовский областной дом санитарного просвещения. Врчебно-санитарная служба Пермской железной дороги. Заочные курсы для матерей. Молотов: Краснокаменная типография, 1949; Республиканский дом санитарного просвещения. Казань: Татгосиздат, 1950.
- Стихи и прибаутки. Для дошкольного возраста. Составитель Н. Р. Эйгес. Чебоксары: Чувашгосиздат, 1948.
- Н. Р. Эйгес. Воспитание ребёнка на втором и третьем году жизни. М.: Институт санитарного просвещения, 1949.
- Р. Н. Берковиц, Н. Р. Эйгес. Дневник матери. М.: Институт санитарного просвещения, 1949.
- Н. Р. Эйгес. Výchova dieťaťa v útlom veku. Bratislava: Štátne nakl., 1952.
- Н. Р. Эйгес. Воспитание ребёнка в семье. М.: Медгиз, 1954, 1956 и 1963; Иркутск: Областной отдел здравоохранения и Областной дом санитарного просвещения, 1964.
- Н. Р. Эйгес. Lojnat në jetën e fëmijëve. Tiranë: Ministria e shëndetësisë, 1956.
- Н. Р. Эйгес. Игра в жизни ребёнка. М.: Институт санитарного просвещения, 1953.
- О. П. Ногина, Е. Г. Леви-Гориневская, Н. Р. Эйгес. Курс лекций для матерей. М.: Медгиз, 1958.
- Н. Р. Эйгес. О правильном обращении с ребёнком. М.: Институт санитарного просвещения, 1959.
- Р. Н. Берковиц, Н. Р. Эйгес, О. П. Ногина, Н. М. Аскарина, Е. Г. Карманова. Дневник матери. М.: Институт санитарного просвещения, 1960.
- Н. Р. Эйгес. О предупреждении детской нервности. М.: Издательство Академии педагогических наук РСФСР, 1962.
- Н. Р. Эйгес. Воспитание самых маленьких. М.: Знание, 1964.
- Н. Р. Эйгес. Воспитание ребёнка в семье. М.: Областной отдел здравоохранения, Областной дом санитарного просвещения, 1964.
- Н. Р. Эйгес, Е. Г. Крылова. Ясли: Воспитание детей до трёх лет. М.: Институт санитарного просвещения, 1965.
- М. Ю. Кистяковская, Н. Р. Ладыгина, Н. Р. Эйгес, Н. М. Аксарина. Развитие и воспитание ребёнка от рождения до трёх лет. М.: Медицина, 1965.
- Р. Н. Берковиц-Гурина, Н. Р. Эйгес. Ребёнок до года. М.: Медицина, 1969 и 1971; Алма-Ата: Караван, 1991.
- Р. Н. Берковиц-Гурина, Н. Р. Эйгес. Ребёнок от года до трёх лет. М.: Медицина, 1971.

## Галерея
- Фотопортрет Н. Р. Эйгес